# 太平寺 (福島市)
太平寺（たいへいじ）は、福島県福島市の大字である。郵便番号は960-8151。

## 地理
福島市街地の南部に位置し、市内杉妻地区に属する。北で郷野目と、北東で濁川を挟み鳥谷野と、東で黒岩と、南で伏拝、永井川と、西で大森と、北西で方木田とそれぞれ隣接する。町村制施行以前の太平寺村の流れを汲む地域である。域内は郊外の住宅地、街道沿いの商業地として発展しており、中央部を南北に縦断する福島市道47号南町浅川線（旧国道4号）と、南部を東西に横断する福島県道362号南福島停車場線（都市計画道路小倉寺大森線）といった幹線道路に沿いに店舗が軒を連ねる。上町に所在する 福島警察署及び郷野目に所在する福島南消防署杉妻出張所がそれぞれ管轄にあたる。

### 河川
- 濁川
  - 大森川

### 主な字
- 沖高
- 一本柳
- 赤戸
- 過吹
- 垳屋敷
- 久保
- 堰ノ上
- 児子塚
- 樋田
- 中沖
- 東ノ内
- 毘沙門堂
- 古内
- 町ノ内

## 歴史
- 1889年（明治22年）4月1日 - 町村制の施行により信夫郡杉妻村が発足。旧太平寺村域は杉妻村の大字となる。
- 1947年（昭和22年）2月11日 - 杉妻村が福島市に編入され、福島市太平寺となる。

## 世帯数と人口
2022年（令和4年）2月28日現在の世帯数と人口は以下の通りである。
| 大字   | 世帯数   | 人口   |
| ------ | -------- | ------ |
| 太平寺 | 1139世帯 | 2408人 |

## 小・中学校の学区
市立小・中学校に通う場合、学区は以下の通りとなる。
| 番地 | 小学校             | 中学校                 |
| ---- | ------------------ | ---------------------- |
| 全域 | 福島市立杉妻小学校 | 福島市立福島第一中学校 |

## 交通

### 鉄道
- 域内に西端をJR東北本線、東北新幹線が通過する。最寄り駅は福島駅、南福島駅である。
  - かつては東北本線と郷野目の日東紡績福島工場とを連絡する専用貨物線が敷設されていた。現在は宅地などとなっており、鉄道施設は残っていない。

### 道路
- 福島県道362号南福島停車場線
- 福島市道47号南町浅川線（旧国道4号）

### バス
福島交通路線バス
- （福島駅方面） - 太平寺 - 沖高 - （蓬莱団地・医大方面）
  - 医大・立子山経由飯野
  - 桜台経由医大
  - 蓬莱団地
  - 医大経由二本松
  - 美郷経由松川
  - 清水町経由医大
  - 伏拝・蓬莱小経由医大

## 施設
- 福島警察署　南部交番
- 福島伏拝郵便局
- パナソニック 福島工場 - 2025年5月で閉鎖予定[5]
- 福島県商工信用組合　南福島支店
- ヨークベニマル　太平寺店
- クスリのアオキ　太平寺店
- 薬王堂　福島太平寺店
- ハシドラッグ　南福島店
- 福島日産自動車　福島太平寺店
- 福島スバル自動車　福島店
- 福島マツダ太平寺店
- 福島トヨタ自動車　本社・福島店
  - フォルクスワーゲン　福島南
- 福島トヨペット　ふくしま太平寺店
- ホンダカーズ福島　福島太平寺店
- ケーズデンキ　福島南本店
- ヤマダ電機　テックランド福島南店